# Doggy Bag
Doggy Bag – drugi album studyjny amerykańskiego rapera Bow Wowa, wydany 18 grudnia 2001 roku.

## Lista utworów
| #   | Tytuł                        | Autor                                                                                        | Featuring              | Czas |
| --- | ---------------------------- | -------------------------------------------------------------------------------------------- | ---------------------- | ---- |
| 1.  | "We Want Weezy (Intro)"      | Clinton, G./Cox, B.M./Dupri, J./Parker, M./Wright, E.                                        |                        | 1:18 |
| 2.  | "Thank You"                  | Cox, B.M./Dupri, J./Ocasek, R.                                                               | Jagged Edge & Fundisha | 4:00 |
| 3.  | "Take Ya Home"               | Cox, B.M./Dupri, J./Williams, P./Hugo, C.                                                    |                        | 3:59 |
| 4.  | "Get Up"                     | Cox, B.M./Dupri, J.                                                                          | Fundisha               | 3:43 |
| 5.  | "Perfect Girl (Interlude)"   |                                                                                              |                        | 0:50 |
| 6.  | "All I Know"                 | Cox, B.M./Dupri, J./Johnson, L.C./Potter, B./Thomas, W./Lambert, Dennis/Moon, A./Johnson, ME | Lil' Corey             | 3:13 |
| 7.  | "The Wickedest"              | Cox, B.M./Dupri, J.                                                                          |                        | 3:56 |
| 8.  | "Pick of the Litter"         | Cox, B.M./Daniels, S. III/Dupri, J./Griffin, R.                                              | R.O.C & Tigah          | 3:34 |
| 9.  | "Crazy"                      | Cox, B.M./Dupri, J./Harris, S./Jefferson, L.                                                 | Da Brat                | 4:19 |
| 10. | "Crazy Girls (Interlude)"    |                                                                                              |                        | 0:30 |
| 11. | "Up in Here"                 | Cox, B.M./Daniels, S. III/Dupri, J.                                                          | Tigah                  | 3:47 |
| 12. | "Jiminy Cricket (Interlude)" |                                                                                              |                        | 0:08 |
| 13. | "Off the Glass"              | Cox, B.M./Daniels, S. III/Dupri, J./Moss, S.                                                 | Xscape                 | 5:24 |

## Pozycje na listach
| Lista (2002)                          | Najwyższa pozycja |
| ------------------------------------- | ----------------- |
| U.S. Billboard 200                    | 11                |
| U.S. Billboard Top R&B/Hip-Hop Albums | 2                 |